# Список екорегіонів Демократичної Республіки Конго
Нижче наводиться список  екорегіонів в  Демократичній Республіці Конго, згідно  Всесвітнього Фонду дикої природи (ВФД).

## Наземні екорегіони
по  основних типах середовищ існування 

### Тропічні та субтропічні вологі широколисті ліси
- Низинні ліси ущелини Альбертіна
- Атлантичні екваторіальні прибережні ліси
- Низинні ліси Центрального Конго
- Болотні ліси Східного Конго
- Північно-східні низинні ліси Конго
- Північно-західні низинні ліси Конго
- Болотні ліси Західного Конго

### Тропічні і субтропічні луки, савани і чагарники
- Рідколісся ангольського Міомбо
- Центральні цезальпінієві ліси
- Східні Суданські савани
- Зарості Ітігі-Сумбу
- Лісова савана Північного Конго
- Лісова савана басейну Вікторії
- Лісова савана Західного Конго

### Гірські луки і чагарники
- Гірські вересові пустки Рувензорі і Вірунга

### Затоплювані луки і савани
- Затоплені луки Замбезі

### Мангри
- Мангри Центральної Африки

## Прісноводні екорегіони
по біорегіону

### Західне екваторіальне узбережжя
- Південно-західне екваторіальне узбережжя

### Конго
- Альбертинське нагір'я
- Бангвеулу-Мверу
- Центральне Конго
- Центральний басейн
- Касаї
- Нижнє Конго
- Водоспади Лівінгстона
- Маї-Ндомбе
- Малебо
- Суданськt Конго
- Печери Тісвілла
- Тумба
- Уеле
- Упемба
- Верхнє Конго

### Ніло-Судан
- Верхній Ніл

### Великі Африканські озера
- Танганьїка
- Ківу
- Едуард
- Альберт
- Вікторія

## Морські екорегіони
- Південна затока Гвінеї